# Delfín dlouholebý
Delfín dlouholebý (Stenella longirostris) patří k nejobratnějším kytovcům a je proslulý svými akrobatickými kousky ve vzduchu. Má štíhlý dlouhý zobák a nápadně vysokou hřbetní ploutev trojúhelníkového tvaru. Existují čtyři poddruhy delfína dlouholebého, lišících se hlavně tvarem těla, velikostí a zbarvením. Dospělý jedinec váží 45–75 kg a dorůstá délky 1,3–2 m. Zbarvení těla je černé nebo tmavě šedé, spodní část těla je světlá nebo i bílá, okraje očí a pysků jsou černé.

## Chování

Porovnání délky těla člověka a delfína dlouholebého

Žije v hejnech, která mohou mít stovky až tisíce členů. Živí se malými rybami a hlavonožci, pro které se potápí do středních hloubek. Loví v noci, s výjimkou poddruhu S. l. roseiventris, který se živí na útesech během dne rybami a bezobratlými. Když vyskakuje z vody, skáče až tři metry nad hladinu, přitom různě prohýbá tělo, vlní se nebo se otáčí kolem podélné osy až sedmkrát při jediném skoku. Význam tohoto chování není znám,ale pravděpodobně kvůli zábavě.

## Rozšíření
Místy obývá teplé vody mírného pásma, ale hlavně tropická moře mezi 40° severní šířky a 40° jižní šířky. Poddruh S. l. longirostris se vyskytuje především v okolí ostrovů v Atlantiku, v Indickém oceánu a v západní a střední části Pacifiku, nejjižněji byl zaznamenám na Novém Zélandu. S. l. orientalis obývá pelagické oblasti ve východním Tichém oceánu, areál poddruhu S. l. centroamericana zahrnuje kontinentální šelf východního Tichého oceánu v pásu od Tehuantepeckého zálivu až k pobřeží Kostariky. Nejmenší poddruh, S. l. roseiventris, obývá Thajský záliv a mělká moře Jihovýchodní Asie.
V Tichém oceánu žijí delfíni dlouholebí i daleko od pevniny, jinde se vyskytují spíše v blízkosti ostrovů či v zálivech. Často se objevují ve společnosti delfínů mexických a tuňáků žlutoploutvých. S. l. roseiventris obývá výhradně korálové útesy.

## Ohrožení
Kvůli své tendenci shlukovat se s hejny tuňáků je delfín dlouholebý častou obětí jejich lovu. Populace poddruhu S. l. orientalis poklesla v důsledku rybolovu o 65% a v Červené knize ohrožených druhů je proto veden jako zranitelný druh.